# 세계 광견병의 날

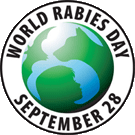

세계 광견병의 날(World Rabies Day)은 미국에 본부를 두고 있는 비영리 단체인 광견병 통제를 위한 글로벌 연합(Global Alliance for Rabies Control)이 주관하는 국제 인식 캠페인이다. 이는 UN 준수 사항이며 세계보건기구(WHO), 범아메리카보건기구(Pan American Health Organization), 세계 동물 보건 기구(World Organization for Animal Health) 및 미국 질병통제예방센터(US Centers for Disease Control and Prevention)와 같은 국제 인간 및 수의학 보건 기구의 승인을 받았다.
세계 광견병의 날은 동료들과 협력하여 최초의 효과적인 광견병 백신을 개발한 루이 파스퇴르의 사망을 기리는 날인 매년 9월 28일에 열린다. 세계 광견병의 날은 광견병이 인간과 동물에 미치는 영향에 대한 인식을 높이고, 위험에 처한 지역 사회에서 질병을 예방하는 방법에 대한 정보와 조언을 제공하며, 광견병 통제 노력 강화를 지지하는 것을 목표로 한다.

## 같이 보기
- 세계 에이즈의 날
- 세계 암의 날
- 세계 간염의 날
- 세계 결핵의 날